# Half-Life 2: Episode Two
Half-Life 2: Episode Two este al doilea capitol din seria jocului first person shooter Half-Life 2. A fost publicat și dezvoltat de către Valve Corporation și lansat pe 10 octombrie 2007.

## Subiect
Jocul continuă povestea din Episode One, urmărind drumul lui Gordon Freeman și a lui Alyx către White Forest, o bază de rezistență Lambda. Este dezvăluit că Organizația Combine au folosit distrugerea Citadelei pentru a deschide un portal. Prin această poartă Combine speră să-și trimită armata pentru a invada.
În drum spre White Forest, Alyx este rănită grav, iar împreună cu Gordon, este dusă de către un grup de vortigaunts într-o bază de resistență subterană. În acest timp, Gordon este contactat de către G-Man care îi amintește de importanța sa și o instruiește subconștient pe Alyx să îi spună lui Eli că trebuie să se pregătească pentru "consecințe neprevăzute". Ajunși în bază, cei doi se întâlnesc cu doctorul Kleiner, Eli Vance și Dog. Cei din White Forest plănuiesc să folosească o rachetă împreună cu satelitul lansat în Half-Life pentru a închide poarta. După ce racheta este lansată cu succes, Gordon, Alyx și Eli se îndreaptă către un hangar pentru a urca la bordul unui elicopter. Însă ei sunt atacați și reținuți de doi Advisori. Alyx și Gordon sunt astfel forțați să vadă cum unul dintre Advisor îl ucide pe Eli. Însă înainte de a fi omorâți la rândul lor, Dog apare și îi fugărește pe inamicii rămași. Jocul se încheie cu Alyx plângând moartea tatălui.

## Gameplay
Ca și în jocurile precedente, Episode Two îl are în centru pe Gordon Freeman, acesta fiind controlat de către jucător. Protagonistul este dirijat printr-un set de nivele liniare, luptându-se cu trupele organizației Combine și creaturi extraterestre. Spre deosebire de predecesorul său, Episode Two conține mai multe puzzle-uri de rezolvat, printre care un pod avariat ce trebuie balansat.